# Вознесенск
Вознесенск (укр. Вознесенськ) град је у Украјини, у Миколајивској области. Према процени из 2012. у граду је живело 36.841 становника.

## Становништво
Према процени, у граду је 2012. живело 36.841 становника.
| Клима Вознесенск (1981–2010)             | Клима Вознесенск (1981–2010) | Клима Вознесенск (1981–2010) | Клима Вознесенск (1981–2010) | Клима Вознесенск (1981–2010) | Клима Вознесенск (1981–2010) | Клима Вознесенск (1981–2010) | Клима Вознесенск (1981–2010) | Клима Вознесенск (1981–2010) | Клима Вознесенск (1981–2010) | Клима Вознесенск (1981–2010) | Клима Вознесенск (1981–2010) | Клима Вознесенск (1981–2010) | Клима Вознесенск (1981–2010) |
| Показатељ \ Месец                        | .Јан.                        | .Феб.                        | .Мар.                        | .Апр.                        | .Мај.                        | .Јун.                        | .Јул.                        | .Авг.                        | .Сеп.                        | .Окт.                        | .Нов.                        | .Дец.                        | .Год.                        |
| ---------------------------------------- | ---------------------------- | ---------------------------- | ---------------------------- | ---------------------------- | ---------------------------- | ---------------------------- | ---------------------------- | ---------------------------- | ---------------------------- | ---------------------------- | ---------------------------- | ---------------------------- | ---------------------------- |
| Максимум, °C (°F)                        | 1,0 (33,8)                   | 2,4 (36,3)                   | 8,2f                         | 16,6 (61,9)                  | 23,3 (73,9)                  | 26,8 (80,2)                  | 29,3 (84,7)                  | 29,0 (84,2)                  | 22,8 (73)                    | 15,8 (60,4)                  | 7,5 (45,5)                   | −2,4 (27,7)                  | 15,4 (59,7)                  |
| Просек, °C (°F)                          | −2,2 (28)                    | −1,4 (29,5)                  | 3,4 (38,1)                   | 10,5 (50,9)                  | 16,7 (62,1)                  | 20,4 (68,7)                  | 22,7 (72,9)                  | 22,1 (71,8)                  | 16,3 (61,3)                  | 10,2 (50,4)                  | 3,8 (38,8)                   | −0,5 (31,1)                  | 10,2 (50,4)                  |
| Минимум, °C (°F)                         | −4,9 (23,2)                  | −4,6 (23,7)                  | −0,5 (31,1)                  | 5,2 (41,4)                   | 10,4 (50,7)                  | 14,5 (58,1)                  | 16,4 (61,5)                  | 15,6 (60,1)                  | 10,8 (51,4)                  | 5,7 (42,3)                   | 0,8 (33,4)                   | −3,2 (26,2)                  | 5,5 (41,9)                   |
| Количина падавина, mm (in)               | 29,2 (1,15)                  | 30,6 (1,205)                 | 28,6 (1,126)                 | 33,0 (1,299)                 | 48,4 (1,906)                 | 65,8 (2,591)                 | 62,7 (2,469)                 | 49,6 (1,953)                 | 50,2 (1,976)                 | 34,2 (1,346)                 | 36,6 (1,441)                 | 34,3 (1,35)                  | 503,2 (19,811)               |
| Дани са падавинама (≥ 1.0 mm)            | 6,1                          | 6,3                          | 5,9                          | 6,3                          | 7,1                          | 8,4                          | 6,9                          | 5,2                          | 5,1                          | 4,7                          | 5,8                          | 6,5                          | 74,3                         |
| Релативна влажност, %                    | 82,3                         | 79,5                         | 73,8                         | 65,2                         | 63,0                         | 65,8                         | 63,5                         | 61,8                         | 68,9                         | 75,2                         | 82,4                         | 83,4                         | 72,1                         |
| Извор: World Meteorological Organization |                              |                              |                              |                              |                              |                              |                              |                              |                              |                              |                              |                              |                              |

| 1979.  | 1989.  | 2001.  | 2012.  |
| ------ | ------ | ------ | ------ |
| 40.721 | 43.881 | 42.634 | 36.841 |

## Знамените личности
- Јевгениј Кибрик (1906–1978), познати совјетски сликар.